# Louadaine
Louadaine (en àrab لعوادين, Lʿwādayn; en amazic ⵍⵓⴷⴰⵢⵏ) és una comuna rural de la província de Moulay Yaâcoub, a la regió de Fes-Meknès, al Marroc. Segons el cens de 2014 tenia una població total de 11.767 persones.